# Daorsis
Els daorsis o daorizis (en llatí daorsi o daorizi en grec antic Δαόριζοι) eren un poble d'Il·líria que segons Estrabó vivien a la vora del riu Naro.
Diu Titus Livi que eren aliats de Roma i quan els dàlmates i els daorsis es van enfrontar, els romans van aprofitar l'ocasió per intervenir en favor dels seus aliats l'any 156 aC i ocupar Dalmàcia per convertir-la en província romana, explica Polibi. El seu territori estava dividit segons Plini el Vell en 17 petites subdivisions que ell anomena "decúries". Van emetre moneda d'estil similar a les del rei Gentius d'Il·líria (180 aC-168 aC) i per això se suposa que els daorsis havien de tenir certa importància.